# Tsaatan
Los tsaatan (En su propio idioma: Tuʰha Ulǝs, (Духалар/Duḫalar) o (Тухалар/ Tuḫalar), idioma Mongol: hombres-reno) son un pueblo nómada de origen túrquico que vive en las frías estepas de Mongolia, en la provincia de Hôvsgôl. La tribu está formada por unas 200 personas, su vida se basa en el pastoreo de renos; a pesar de ser tan pocas personas, esta tribu se considera como una etnia con idioma propio. 
Esta tribu, se denomina hombres-reno por la importancia de la presencia de estos animales para la supervivencia  Las personas se desplazan continuamente con sus rebaños en busca de pastos y agua. Utilizan las pieles de los renos para construir tiendas, calzado y cortinas, además de los cuernos, que son utilizados como un valioso objeto de negociación.

## Historia
Tuvá se independizó en 1921, cuando Mongolia consiguió la independencia. El pueblo Tsaatan huyó de la ciudad de Tuvá al estallar la Segunda Guerra Mundial al ser Tuvá anexada a la Unión Soviética en 1944. La tribu se instaló en Mongolia ya que había escasez de alimentos por la guerra, los animales domésticos fueron confiscados por la Unión Soviética, entre otras razones.

## Creencia y religión
Los Tsaatan practican el chamanismo, una religión que se basa en el culto a la naturaleza. La tribu cree que las almas de sus antepasados viven en el bosque guiando a los vivos, adoran a los chamanes a los que llaman "Boo" y tienen muchos libros sagrados siguiendo diferentes tratados en su vida diaria, como cazar o desterrar la lluvia.